# 卡加曼乡
卡加曼乡，是中华人民共和国甘肃省甘南藏族自治州合作市下辖的一个乡镇级行政单位。

## 行政区划
卡加曼乡下辖以下地区：
海克尔村、格勒村、新集村和香惹村。